# Petersius conserialis
Petersius conserialis es una especie de peces de la familia Alestidae en el orden de los Characiformes, es la única especie del género Petersius.

## Morfología
Los machos pueden llegar alcanzar los 14,5 cm de longitud total.

## Hábitat
Es un pez de agua dulce y de clima tropical (22 °C-26 °C).

## Distribución geográfica
Se encuentran en África: Tanzania.